# Chalef argenté
Elaeagnus commutata
Espèce
Le Chalef argenté, Elaeagnus commutata, est une espèce de plantes à fleurs de la famille des Elaeagnaceae, originaire d'Amérique du Nord mais cultivée ailleurs dans le monde.